# Exit poll
Un exit poll (locuzione inglese, letteralmente «sondaggio all'uscita [del seggio elettorale]») è un sondaggio effettuato, durante un'elezione, tra gli elettori, dopo l'espressione del voto da parte di questi presso un seggio elettorale.

## Caratteristiche
A differenza di un sondaggio d'opinione, che chiede quali siano le intenzioni di voto all'interpellato dell'elettorato o una domanda simile, nell'exit poll viene chiesto di indicare per chi è stato appena dato il voto. I sondaggisti —generalmente aziende private che lavorano per i media, ma anche per i partiti politici stessi— tengono gli exit poll per ottenere un'indicazione immediata di quale sarà il risultato elettorale, dato che generalmente occorrono varie ore o persino giorni prima che vengano resi noti i risultati definitivi.

## Nel mondo

### Italia
Durante le elezioni politiche del 2006 essi avevano dato cinque punti di vantaggio alla coalizione di centro-sinistra dell'Unione rispetto a quella di centro-destra della Casa delle Libertà (le "forchette", vale a dire le percentuali minime e massime previste, erano rispettivamente 50-54% contro 45-49%) mentre i risultati definitivi hanno visto una sostanziale equivalenza dei voti ottenuti, con il 49,8% e 49,7% rispettivamente nelle percentuali alla Camera dei deputati. Due anni dopo successe qualcosa di simile, quando inizialmente venne dato alla coalizione di centro-destra un vantaggio minimo su quella di centro-sinistra, poi rivelatosi maggiore. Le previsioni si sono nuovamente rivelate errate nel 2013, quando, a fronte di distacchi sensibili aspettati tra la coalizione di centro-sinistra Italia. Bene Comune e quella di centro-destra, le percentuali sono state rispettivamente 29,55% contro 29,18%. Anche alle elezioni europee del 2014, quando secondo le rilevazioni preelettorali il vantaggio del Partito Democratico sul Movimento 5 Stelle avrebbe dovuto essere netto, ma non altissimo (34,5% per i primi e 25,5% per i secondi), invece i risultati furono del 40,8% e del 21,2% rispettivamente per i due partiti.
Un altro esempio, sempre in Italia, è stato il referendum sull'abolizione della quota proporzionale nelle elezioni della Camera dei deputati. In questo caso, gli exit poll stimarono la partecipazione al di sopra del 50% e, di conseguenza, la consultazione valida, mentre in realtà essa si fermò al 49,6% invalidando il risultato.

## Critiche ed abusi
Una critica spesso fatta agli exit poll soprattutto negli USA è che i risultati, che spesso trapelano a urne ancora aperte, influenzano chi deve ancora recarsi ai seggi, e quindi falsano i risultati reali. Ad esempio nelle elezioni presidenziali statunitensi del 2000 è stato ipotizzato che molti elettori democratici non siano andati a votare in Florida dopo che i primi exit poll a urne ancora aperte avevano ritenuto vincente il candidato democratico Al Gore nello stato.
In Italia è vietato dalla legge divulgare i risultati degli exit poll prima della chiusura delle urne, mentre in altre nazioni, come Nuova Zelanda e Francia, è addirittura vietato condurli.
Un altro uso degli exit poll è quello di "votazione parallela", usata come controllo grossolano di presenza o assenza di brogli elettorali. Alcuni esempi al riguardo comprendono il referendum venezuelano del 2004 sulla rimozione di Hugo Chávez dalla presidenza e le elezioni presidenziali in Ucraina del 2004.